# Uttam Jeevan Raksha Padak
Le Uttam Jeevan Raksha Padak est une décoration civile récompensant les sauvetages décernée par le gouvernement indien. Créé le 30 septembre 1961, elle s'appelait, à l'origine le Jeevan Raksha Padak, classe II.

## Critères
L'Uttam Jeevan Raksha Padak est décerné aux civils pour récompenser les sauvetage de noyades, d'incendies ou d'accidents de mines. Elle est décernée pour "courage et rapidité dans des circonstances de très grand danger pour sauver des vies".
L'Uttam Jeevan Raksha Padak peut aussi être décernée à des membres des forces armées, de la police ou des pompiers lorsqu'ils accomplissent de tels actes en-dehors de l'exercice de leurs fonctions. En cas d'attribution de plusieurs décorations, celles-ci sont manifestées par une barrette accrochée au ruban. La médaille peut être décernée à titre posthume.

## Apparence
L'Uttam Jeevan Raksha Padak est une médaille en argent circulaire de 58 mm de diamètre. Sur l'avers, au centre, se trouve une main ouverte dans la pose d'Abhayamudra avec les inscriptions Ma Bhai au-dessus et Uttam Jeevan Raksha Padak en-dessous en Devanagri. Le revers porte l'emblème de l'Inde et la devise Satyameva Jayate.
Le ruban de la médaille est rouge, de 32 mm de large. Sur les bords se trouvent des rayures bleu clair et au centre deux bandes centrales vertes. Ces couleurs sont censées représenter le feu (rouge), l'eau (bleu) et la vie (vert).